# Art Aragon
Arthur Anthony Aragon (* 13. November 1927 in Belen, New Mexico; † 25. März 2008 in Northridge, Los Angeles) war ein US-amerikanischer Profiboxer. Er hatte den Spitznamen „Golden Boy“.

## Leben
Aragon wuchs in East Los Angeles auf. Seit 1944 war er Profiboxer. Seinen ersten Profikampf im Leichtgewicht bestritt er im Mai 1944 gegen den Franzosen Frenchy Rene in Los Angeles. Er gewann weitere elf Kämpfe. Erst im Oktober 1944 wurde er von Bert White geschlagen. 
1950 wurde er bekannt mit zwei Siegen (technische Knockouts) über den Mexikaner Enrique Bolaños in der Olympiahalle der Olympischen Sommerspiele 1932 von Los Angeles vor 10.000 Zuschauern. Im Verlauf seiner Karriere boxte unter anderem gegen Tommy Campbell, Jesse Flores, Teddy „Redtop“ Davis, Jimmy Carter und Carmen Basilio. 1960 trat er als aktiver Boxer zurück. Er konnte 90 Siege verbuchen, davon 62 mit einem Knockout, 20 Niederlagen und 6 Remis. Mit diesem Rekord wurde er 1990 in die World Boxing Hall of Fame aufgenommen.
Aragon war fünfmal verheiratet und hatte sechs Kinder. Der in Los Angeles geborene und lebende Aragon war mit zahlreichen Hollywood-Persönlichkeiten seiner Zeit bekannt. Er war insbesondere befreundet mit Mamie Van Doren und pflegte Freundschaften, teilweise womöglich auch Affären mit Hollywood-Stars wie Marilyn Monroe, Sophia Loren, Betty Martin sowie Jayne Mansfield. 
Seine Verbindungen mit Hollywood bescherten ihm eine Zweitkarriere als Schauspieler. In einem Zeitraum von 1952 bis 1980 spielte in Spielfilmen wie Fat City oder Zur Hölle und zurück und bei amerikanischen Fernsehserien wie Quincy, Baretta und  Barnaby Jones mit.

## Filmografie (Auswahl)
- 1952: The Ring
- 1952: Eintritt verboten (Off Limits)
- 1955: Zur Hölle und zurück (To Hell and Back)
- 1956: World in My Corner
- 1961: Ich bin noch zu haben (The Ladies Man)
- 1971: Dan Oakland (Dan August, Fernsehserie, Folge 1x23)
- 1972: Fat City
- 1972: Twen-Police (The Mod Squad, Fernsehserie, Folge 5x13)
- 1974: FBI (The F.B.I., Fernsehserie, Folge 9x18)
- 1975: Abenteuer der Landstraße (Movin' On, Fernsehserie, Folge 1x17)
- 1975: Baretta (Fernsehserie, 2 Folgen)
- 1979: Quincy (Quincy, M.E., Fernsehserie, Folge 4x11)
- 1979: Barnaby Jones (Fernsehserie, Folge 8x04)
- 1980: Ein Engel auf meiner Schulter (Angel on My Shoulder, Fernsehfilm)